# Movimento de não-cooperação de 1971
O movimento de não-cooperação foi um movimento político lançado por Sheikh Mujibur Rahman e pela Liga Awami de Bangladesh de 2 de março a 25 de março de 1971. O objetivo do movimento era buscar autonomia para o então Paquistão Oriental (atual Bangladesh) do governo central do Paquistão.
A Liga Awami do Bangladesh assegurou a maioria absoluta nas eleições de 1970. Entretanto, o presidente do Paquistão Yahya Khan adiou a formação do governo, uma atitude vista desfavoravelmente por Sheikh Mujib. Mujib, como reação, convocou greves nos dias 2 e 3 de março, exigindo uma rápida transferência de poder. Em 7 de março de 1971, Mujibur Rahman declarou o início do movimento de não-cooperação através do histórico discurso de 7 de março de Bangabandhu na praça do Hipódromo de Ramna.